# Agrimonia parviflora
Agrimonia parviflora — вид рослин з роду парило (Agrimonia).

## Поширення та середовище існування
Вид є ендемічним для Канади (штат Онтаріо) та США (регіони: Алабама, Арканзас, Коннектикут, Делавер, округ Колумбія, Джорджія, Іллінойс, Індіана, Айова, Канзас, Кентуккі, Луїзіана, Меріленд, Массачусетс, Мічиган, Міссісіпі, Міссурі, Небраска, Нью-Джерсі, Нью-Мексико, Нью-Йорк, Північна Кароліна, Північна Дакота, Огайо, Оклахома, Пенсильванія, Південна Кароліна, Південна Дакота, Теннессі, Техас, Вірджинія, Західна Вірджинія, Вісконсин). Інтродукована рослина до північно-західної Аргентини, південної Аргентини, південної та південно-східної Бразилії. Зростає у листяних або мішаних лісах, заростях, узліссях, на висоті від 0 до 1100 метрів над рівнем моря.

## Опис
Трав'янисті рослини заввишки від 50 до 200 сантиметрів. Стебла з блискучими залозистими волосками, волоски жорсткі, розсіяні, прямостоячі, 2–3 мм. Центральне стебло закінчується довгою колосоподібною китицею. Прилистки середнього стебла ± серпоподібні, краї зубчасті. Листкові пластинки основних листочків від ланцетних до вузько еліптичних, рідше вузько ромбічних, розміром від 3,4 до 8,5 см завдовжки та від 1,2 до 2,4 см завширшки, верхівка загострена або довго загострена, рідше гостра, абаксіальна поверхня зазвичай блискуча, із сидячо-залозистими волосками. Осі суцвіття блискучі. Квіти зазвичай ± підсупротивні. Плодові гіпантії широко дзвонові до широкорафічних, рідко широко зворотноконічні або напівкулясті, розміром від 1,3 до 3 мм завдовжки та від 1,7 до 3,8 мм завширшки. Кількість хромосом 2n = 28. Цвіте з середини липня до початку вересня.

## Використання
Чай, приготований з усієї рослини використовують для лікування діареї, кровотеч, ран, запалення жовчного міхура та нетримання сечі, а також як засіб від болю в горлі. Настій кореня використовується як кровотонізувальний засіб. Порошок кореня використовувався для лікування віспи.